# Джоназартеппа
Джоназартеппа (тадж. Ҷоназартеппа) — село в Хатлонской области Республики Таджикистан. 
Входит в состав джамоата (сельской общины) им. Носира Хусрава Кубодиёнского района.
Находится на расстоянии ок. 1 км от центра джамоата и райцентра (пгт. Кубодиён).
Население — 2861 чел. (2017).